# Amphoe Non Thai
Amphoe Non Thai (Thai: อำเภอ โนนไทย) ist ein Landkreis (Amphoe – Verwaltungs-Distrikt) in der Provinz Nakhon Ratchasima. Die Provinz Nakhon Ratchasima liegt in der Nordostregion von Thailand, dem so genannten Isan. 

## Geographie
Amphoe Non Thai grenzt an die folgenden Landkreise (von Norden im Uhrzeigersinn): an die Amphoe Phra Thong Kham, Kham Sakaesaeng, Non Sung, Mueang Nakhon Ratchasima, Kham Thale So und Dan Khun Thot. Alle Amphoe liegen in der Provinz Nakhon Ratchasima.

## Geschichte
Der Name dieses Gebiets wr ursprünglich Khwaeng San Thia (แขวงสันเทียะ). Im Jahr 1900 wurde Khwaeng San Thia zu einem Amphoe heraufgestuft und in Non Lao umbenannt. Bereits im folgenden Jahr wurde der Name zurück in San Thia geändert, 1919 wieder in Non Lao.
Im Zuge eines wachsenden thailändischen Nationalismus unter Feldmarschall Plaek Phibun Songkhram wurde der Name 1939 in Non Thai geändert, um jeglichen Bezug zu Laos und der laotischen Bevölkerung zu verwischen.

## Verwaltung

### Provinzverwaltung
Der Landkreis Non Thai ist in zehn Tambon („Unterbezirke“ oder „Gemeinden“) eingeteilt, die sich weiter in 133 Muban („Dörfer“) unterteilen.
| Nr.  | Name       | Thai   | Muban | Einw.  |
| ---- | ---------- | ------ | ----- | ------ |
| 01.  | Non Thai   | โนนไทย | 17    | 12.888 |
| 02.  | Dan Chak   | ด่านจาก | 13    | 08.766 |
| 03.  | Kampang    | กำปัง   | 16    | 09.623 |
| 04.  | Samrong    | สำโรง  | 17    | 06.932 |
| 05.  | Khang Phlu | ค้างพลู  | 10    | 05.405 |
| 06.  | Ban Wang   | บ้านวัง  | 11    | 04.774 |
| 07.  | Banlang    | บัลลังก์  | 19    | 07.985 |
| 08.  | Sai O      | สายออ  | 11    | 07.574 |
| 09.  | Thanon Pho | ถนนโพธิ์ | 09    | 03.975 |
| 014. | Makha      | มะค่า   | 10    | 04.163 |

Hinweise: Die fehlenden Nummern (Geocodes) beziehen sich auf die Tambon, die heute zu Phra Thong Kham gehören.

### Lokalverwaltung
Es gibt drei Kommunen mit „Kleinstadt“-Status (Thesaban Tambon) im Landkreis:
- Khok Sawai (Thai: เทศบาลตำบลโคกสวาย), bestehend aus Teilen des Tambon Sai O.
- Non Thai (Thai: เทศบาลตำบลโนนไทย), bestehend aus Teilen des Tambon Non Thai.
- Banlang (Thai: เทศบาลตำบลบัลลังก์), bestehend aus dem gesamten Tambon Banlang.

Außerdem gibt es neun „Tambon-Verwaltungsorganisationen“ (องค์การบริหารส่วนตำบล – Tambon Administrative Organizations, TAO):
- Non Thai (Thai: องค์การบริหารส่วนตำบลโนนไทย)
- Dan Chak (Thai: องค์การบริหารส่วนตำบลด่านจาก)
- Kampang (Thai: องค์การบริหารส่วนตำบลกำปัง)
- Samrong (Thai: องค์การบริหารส่วนตำบลสำโรง)
- Khang Phlu (Thai: องค์การบริหารส่วนตำบลค้างพลู)
- Ban Wang (Thai: องค์การบริหารส่วนตำบลบ้านวัง)
- Sai O (Thai: องค์การบริหารส่วนตำบลสายออ)
- Thanon Pho (Thai: องค์การบริหารส่วนตำบลถนนโพธิ์)
- Makha (Thai: องค์การบริหารส่วนตำบลมะค่า)